# Belmondo par Belmondo
Pour plus de détails, voir Fiche technique et Distribution.
Belmondo par Belmondo est un documentaire français sorti le 3 janvier 2016, qui conduit Jean-Paul Belmondo, une des légendes du cinéma français, sur les lieux de ses tournages et de ses films,, diffusé sur TF1 le 3 janvier 2016 et le 6 septembre 2021.

## Synopsis
Des rues de Rome et de Cinecittà, sur les traces de La Ciociara avec Sophia Loren, à Copacabana, 51 ans après L'Homme de Rio, en passant par le Cabaret normand à Villerville en Normandie, où fut tourné Un singe en hiver, mais aussi les toits de Paris et un hôtel francilien, où fut filmée une scène mythique d’Itinéraire d'un enfant gâté, jusqu’à la Côte d’Azur, les Belmondo entreprennent un périple familial à bord d’une Ford Mustang cabriolet noire. Paul raconte Jean-Paul, le père se confie au fils. Ce road movie est l'occasion de retracer la carrière de cet immense acteur français et de redécouvrir ses grands films. Au fil du voyage, les spectateurs retrouvent les partenaires et complices du « Magnifique » qui témoignent : Jean Rochefort, Jean-Pierre Marielle, son vieil ami Charles Gérard, Ursula Andress, une des femmes de sa vie, ainsi qu’une autre légende vivante du cinéma français, Alain Delon, mais aussi Brigitte Bardot, Claudia Cardinale, Robert Hossein, Michel Beaune, Guy Bedos, Richard Anconina, son frère Alain Belmondo et bien d’autres. Dans ce film, Jean-Paul Belmondo raconte sa vie d’homme avec des femmes, qu’il aimait et respectait. Il donne une belle et rare leçon de vie.
Belmondo par Belmondo rend ainsi hommage au plus aimé des acteurs français, le prodigieux cascadeur de L'homme de Rio, Le Casse, Peur sur la ville ou Le Guignolo. Dans la famille Belmondo, on n’aime pas parler de soi à la première personne et Jean-Paul Belmondo n'a jamais parlé de lui. Cependant, pour ce film, pour son fils Paul, Bébel fait une exception. Cette biographie raconte ainsi sa vie de manière itinérante et rattrape une existence pudique cachée sous une nature virevoltante et lumineuse, avec une jolie touche de nostalgie.
Ce projet a été monté par Paul Belmondo et montre des moments rares d’un Bébel se livrant face caméra. 
Jean-Paul Belmondo a joué dans 90 films. Il a inspiré les plus grands réalisateurs, comme Jean Becker, Jean-Luc Godard, Vittorio de Sica, Philippe de Broca, Henri Verneuil, Claude Lelouch, Claude Zidi, Georges Lautner, Philippe Labro ou Jean-Pierre Melville. Acteur légendaire, éternellement populaire et consensuel, Jean-Paul Belmondo fait rêver les spectateurs de ce documentaire en racontant ses histoires. Avec son copain de toujours, Charles Gérard qui l'accompagne dans la Mustang, Jean-Paul Belmondo fait des rencontres émouvantes comme celle d’Ubiracy De Oliveira, le petit cireur de chaussures de L'Homme de Rio qui reste un beau et tendre souvenir pour des milliers de cinéphiles. On redécouvre également des décors mythiques que l'on croyait à jamais perdu tels que le fameux Cabaret Normand à Villerville d'Un singe en hiver ou l'hôtel de la région parisienne, Le Bel-Air à Saint-Brice-sous-Forêt, d'un Itinéraire d'un enfant gâté.
Belmondo par Belmondo est un documentaire exhaustif, une vraie référence pour tous les fans de Belmondo et d’un certain cinéma français qu'il a incarné pendant un demi-siècle. C’est un témoignage ultime, une authentique œuvre testamentaire d'un « monstre sacré du 7e art, qui fait virtuellement partie de la famille de nombreux Français. Son déroulement non-linéaire et non chronologique n'omet pratiquement aucun film de Bébel, sous forme d'extraits, de témoignages ou d'anecdotes. De plus, des chapitres sont également consacrés au théâtre, à la famille et aux femmes de sa vie.